# Carolina Pochini
Carolina Pochini (Milano, 8 marzo 1835 – Napoli, 6 agosto 1901) è stata una ballerina italiana.

## Biografia
Allieva di Carlo Blasis alla Scuola di Ballo del Teatro alla Scala, fu una delle più importanti ballerine di fine Ottocento assieme a Sofia Fuoco, Claudina Cucchi, Virginia Zucchi e Amalia Ferraris. Di media statura, possedeva un grazioso piede accompagnato da forza e agilità nelle gambe. Sposò il ballerino e coreografo Pasquale Borri, al quale fu legata anche professionalmente: apparve infatti ne La giuocoliera,  in Un'avventura di carnevale a Parigi e in Satanella, coreografate proprio da suo marito.
Visse un'accesa rivalità con Caterina Beretta, danzatrice dotata di gran tecnica, con la quale condivise le scene del Teatro alla Scala dal 1854 al 1864. Nel medesimo teatro fu scritturata assieme a suo marito nella Vivandiera, in Rodolfo, e nella Scintilla, quest'ultima di gran successo tanto da arrivare a contare 29 rappresentazioni. Nonostante le numerose negoziazioni, non apparve mai all'Opera di Parigi, tuttavia si esibì in numerosi teatri italiani e a Vienna, come testimoniato da un suo ritratto in costume di Adolf Dauthage del 1856.